# Clinopogon barrus
Clinopogon barrus är en tvåvingeart som först beskrevs av Walker 1849.  Clinopogon barrus ingår i släktet Clinopogon och familjen rovflugor. Inga underarter finns listade i Catalogue of Life.